# George Șerban
George Șerban (* 25. Juni 1954 in Buzău, Rumänien; † 31. Dezember 1998 in Timișoara, Rumänien) war ein rumänischer Journalist, Politiker und Schriftsteller, der als Verfasser der Proklamation von Timișoara im Zuge der Rumänischen Revolution 1989 bekannt wurde.

## Leben
George Șerban studierte Soziologie und Psychologie an der Universität Alexandru Ioan Cuza Iași. Vor 1989 lehrte er Marxismus an der Polytechnischen Universität Timișoara. Nach seiner Teilnahme an der Revolution wurde er Mitglied der Gesellschaft Timișoara und war als Journalist für die Zeitung Timișoara tätig.
Șerban verfasste mit anderen führenden Teilnehmern der Revolution die Proklamation von Timișoara, ein Dokument mit dreizehn Punkten. Șerban war seinerseits von seiner Mitarbeiterin Alexandra Indrieș inspiriert, einer einflussreichen Intellektuellen und vormaligen politischen Gefangenen der 1950er Jahre. Die Unterzeichner aus den Reihen der Gesellschaft Timișoara (rumänisch Societatea Timișoara) und anderen Organisationen von Studenten und Arbeitern brachten hierin die liberal-demokratischen Ziele des Geistes der Revolution zum Ausdruck. Die Proklamation wurde am 11. März 1990 vom Balkon des Opernhauses Timișoara am Piața Victoriei durch Șerban verlesen.
1994 trat Șerban der Christlich-Demokratischen Nationalen Bauernpartei (rumänisch Partidul Național Țărănesc Creștin Democrat) bei und wurde später in die rumänische Abgeordnetenkammer für den Kreis Timiș gewählt, der er bis zu seinem Tod angehörte. Er war Mitglied in der Schriftstellergewerkschaft Uniunea Scriitorilor din România (deutsch: Rumänischer Schriftstellerverband) und des rumänischen PEN-Clubs.

## Veröffentlichungen
- Somnul, deutsch Schlaf, Facla, 1983, ISBN 973-23-0651-3
- Turnirul, deutsch Tournier, Facla, Timișoara, 1987, S. 284
- Iahtul, deutsch Yacht, 1987 (Die Veröffentlichung wurde 1987 von der kommunistischen Zensur verhindert.)

Neben seinen Romanen veröffentlichte Șerban Prosa und Aufsätze in kritischen Literaturpublikationen wie Dialog, Forum studentesc, Orizont und anderen.